# Pfeffikon
Pfeffikon és un municipi del cantó de Lucerna (Suïssa), situat al districte de Sursee.